# Union Road
Union Road é um município rural canadense localizado no Condado de Queens, na Ilha do Príncipe Eduardo. A população no censo de 2016 era de 204 pessoas.